# Allium protensum
Allium protensum är en amaryllisväxtart som beskrevs av Per Erland Berg Wendelbo. Allium protensum ingår i släktet lökar, och familjen amaryllisväxter. Inga underarter finns listade i Catalogue of Life.